# 南拉纳克郡
南拉纳克郡（英語：South Lanarkshire），是英国苏格兰的32个一级行政区之一。地处蘇格蘭最大城市格拉斯哥东南郊。面积1,772平方公里，人口302,216。行政中心位於漢密爾頓，人口最多的城鎮是東基爾布萊德。

## 城鎮
- 東基爾布萊德（East Kilbride）
- 漢密爾頓（Hamilton）
- 拉瑟格林（Rutherglen）
- 坎巴斯蘭（Cambuslang）
- 布蘭泰爾（Blantyre）
- 拉爾克哈爾（Larkhall）
- 卡爾盧克（Carluke）
- 拉納克（Lanark）
- 史特雷文（Strathaven）
- 博斯韋爾（Bothwell）
- 烏丁斯頓（Uddingston）
- 史東豪斯（Stonehouse）